# 韓昇旿
韓昇旿（朝鮮語:한승오、1978年-）は、韓国の人権活動家、市民運動家である。男性連帯の第2代主席だった。
2008年1月、男性連帯の創立メンバーの一人で参加し、2011年1月、男性連帯総括係長、2012年5月の事務総長を務めた。2013年7月25日成在基から後継者に指名され、7月29日成在基の遺体が発見された男性の連帯2台主席に選出された。同時に、緊急対策委員の一人として選ばれた。しかし、成在基の死後、男性連帯の混乱収拾に失敗した。 
2013年8月25日男性連帯緊急対策委員で解職され、8月29日には男性連帯の混乱収拾の責任を負って引責辞任した。 